# Georg M. Hafner
Georg Michael Hafner (* 3. Oktober 1947 in Heidelberg) ist ein deutscher Fernsehjournalist und Publizist.

## Leben
Nach dem Studium der Kunstgeschichte und Germanistik wurde er 1977 zum Dr. phil promoviert.
Hafner war bis 2012 Abteilungsleiter der Redaktion „Politik und Gesellschaft“ bei hr-fernsehen und Kommentator bei den ARD-Tagesthemen. Für seine Filmdokumentationen erhielt er u. a. den Bayerischen Fernsehpreis, den Adolf-Grimme-Preis und den Prix Europa. Er ist zusammen mit Esther Schapira Träger der „Buber-Rosenzweig-Medaille“ der Gesellschaft für Christlich-Jüdische Zusammenarbeit. Seit 2012 ist er freier Publizist und Buchautor.

## Schriften
- Ikonographische Studien zum Werk Moritz von Schwind. Dissertation Universität München 1977.
- mit Kamil Taylan: Alexandra – Tod in Frankfurt. Das Leben einer Drogenabhängigen. Lamuv, Bornheim-Merten 1986, ISBN 978-3-88977-289-3
- mit Kamil Taylan: Zum Beispiel Cocain. Lamuv, Göttingen 1988, ISBN 978-3-88977-157-5
- mit Esther Schapira: Die Akte Alois Brunner. Warum einer der größten Naziverbrecher noch immer auf freiem Fuß ist. Campus, Frankfurt 2000, ISBN 3-593-36569-3
- mit Esther Schapira: Das Kind, der Tod und die Medienschlacht um die Wahrheit. Der Fall Mohammed al-Durah. Edition Critic, Berlin 2014, ISBN 978-3-9814548-7-1.
- mit Esther Schapira: Israel ist an allem schuld. Warum der Judenstaat so gehasst wird. Eichborn, Köln 2015, ISBN 3-847-90589-9

## Filmografie
- 1991: Todeszone – Nach dem Super-GAU in Biblis
- 1998: Der Tod lebt weiter – Die Kinder von Auschwitz und ihre Familien[1]
- 1998: Die Akte B. – Alois Brunner: Die Geschichte eines Massenmörders
- 2000: Das rote Quadrat
- 2007: Der Tag als Jürgen W. Möllemann in den Tod sprang
- 2009: Das Kind, der Tod und die Wahrheit
- 2010: Entweder Broder – Die Deutschlandsafari
- 2012: München 1970. Als der Terror zu uns kam (u. a. über seinen Onkel Rudolf Crisolli)[2][3]